# Apleurolabus evanescens
Apleurolabus evanescens es una especie de coleóptero de la familia Attelabidae.

## Distribución geográfica
Habita en Sudáfrica.